# Ахомаш, Ильяс
Илья́с Ахома́ш Шакку́р (исп. Ilias Akhomach Chakkour, араб. إلياس آخوماش‎; род. 16 апреля 2004, Эльс-Осталетс-де-Пьерола) — марокканский и испанский футболист, полузащитник испанского клуба «Вильярреал» и сборной Марокко.

## Клубная карьера
Ильяс начинал заниматься футболом в родном городе. Два года спустя он вошёл в систему «Барселоны». В 2013 году игрок был отчислен из команды как бесперспективный. Однако после успешного сезона 2016/17 в составе юниорской команды «Химнастика» из Манресы «сине-гранатовые» пригласили его вернуться к ним. 7 ноября 2020 года Ильяс дебютировал за «Барселону B», отыграв 63 минуты в матче Сегунды B против «Андорры». Всего в своём дебютном сезоне на взрослом уровне полузащитник принял участие в 4 играх третьей лиги Испании. 6 ноября 2021 года он забил первые 2 гола за дублирующий состав «Барселоны», поразив ворота «Севилья Атлетико».
Игрок дебютировал за «Барселону» в Примере в первом матче клуба при главном тренере Хави: 20 ноября 2021 года он вышел в стартовом составе в поединке с «Эспаньолом». В перерыве Ильяс был заменён на Абде Эззалзули.

## Международная карьера
В 2020 году Ильяс провёл 3 встречи в составе сборной Испании (до 16 лет). С 2021 года он является членом юношеской сборной Испании (до 18 лет) и имеет на своём счету 6 сыгранных матчей в её составе.
В составе олимпийской сборной Марокко стал бронзовым призером Летних Олимпийских игр в Париже.

## Стиль игры
Обладает отличным дриблингом. Не боится наносить дальние удары. Когда он движется с мячом на полной скорости, его практически невозможно остановить. Также у него впечатляющие техника и видение поля.

## Личная жизнь
Старший брат Ильяса, Анвар — тоже футболист. Он был примером для вдохновения маленького Ильяса.